# Ex lege libertas

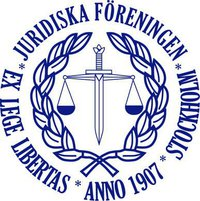
Juridiska föreningen vid Stockholms universitets vapensköld med vågskålarna fästa på Fru Justitias svärd och med valspråket Ex lege libertas i skriftkransen.

Ex lege libertas (sv. Ur lagen kommer friheten, alt. Ur lagarna kommer friheten) är ett latinskt valspråk som bland annat används som Juridiska föreningens vid Stockholms universitet valspråk. Begreppet kan anses ha nära samband med det ur landskapslagarna hämtade uttrycket Land skall med lag byggas, vilket även var kung Karl XV:s valspråk. Ex lege libertas som politiskt begrepp ger uttryck för principen att rättsstaten är en förutsättning för, och inte en begränsning av, individens frihet.